# Alessandro Costantini
Pour les articles homonymes, voir Costantini.
Alessandro Costantini dit il Cavaliere Costantini (Staffolo vers 1581-1583 - Rome, 20 octobre 1657) est un organiste et compositeur italien, frère de Fabio Costantini et oncle de Vincenzo Albrici.

## Biographie
Alessandro Costantini Fabio et son frère sont nés à Staffolo, dans la province d'Ancône. Alexander a été l'élève de Giovanni Bernardino Nanino.
À Rome, il a été d'abord organiste à la basilique Sainte-Marie-du-Trastevere (de janvier à septembre 1602) puis à San Giovanni Battista dei Fiorentini (du 15 avril 1604 à 1616). Il a également été maître de chapelle dans deux séminaires jésuites: le Collegium Germanicum et Hungaricum (novembre 1620 - 24 mars 1621), et le séminaire pontifical romain (1622-1627). Il a occupé plus tard le même poste à la Santa Casa de Lorette entre 1630 et 1632. En tant qu'organiste, il a toujours travaillé pour les grandes institutions romaines, y compris Saint-Louis-des-Français et Sainte-Marie-Majeure.
Alessandro Cavalier Costantino entre avril 1624 et mars 1627 compose à Rome trois oratorios pour l'Oratorio del Crocifisso.
À la basilique Saint-Pierre, il a été organiste suppléant, poste laissé vacant par la mort d'Ercole Pasquini. Cependant, il n'a pu obtenir ce poste de manière définitive à deux voix près, car on lui a préféré Girolamo Frescobaldi. Ce n'est qu'après la mort de celui-ci le 15 mars 1643, qu'il a obtenu ce poste pour le reste de la vie. Pendant la période intermédiaire, il a été responsable à saint Pierre des manifestations musicales organisées à S. Giacomo degli Schiavoni.
En 1651, il a été nommé guardiano des organistes de la Congregazione dei Musici di Roma.
Ses compositions sont principalement dans le stile concertato, comme c'était à la mode à Rome à l'époque, avec une préférence marquée pour la forme du dialogue.
Il est mort à Rome le 20 ou 21 octobre 1657.

## Œuvres
Alessandro Costantini est considéré, avec Fabrizio Fontana, Ercole Bernabei et Bernardo Pasquini, comme un des principaux représentants de l'orgue de l'école romaine.

### Compositions sacrées
- Motecta singulis, binis, ternisq. vocibus, cum Basso ad Organum concinenda: liber primus / auctore Alexandro Constantino romano S. Joannis Florentinorum capellae moderatore, et organista, Bartolomeo Zannetti, Rome, 1616;
- 13 motets, en 16143, 16151, 16161, 16183, 16201, 16211, 16213, 16392;
- 3 compositions, in Fabio Costantini: Salmi, Magnificat et motetti, op. 6 (Orvieto, 1621), et Salmi, himni et Magnificat, op. 11 (Venise, 1630)

### Compositions profanes
- Componimenti musicali: opera terza del cavalier Alessandro Costantini, Giovanni Battista Robletti, Rome, 1626
- 14 compositions, en 162114, 162115, 162210, 162211

## Source
- (it) Cet article est partiellement ou en totalité issu de l’article de Wikipédia en italien intitulé « Alessandro Costantini » (voir la liste des auteurs).